# Aachener Tierpark

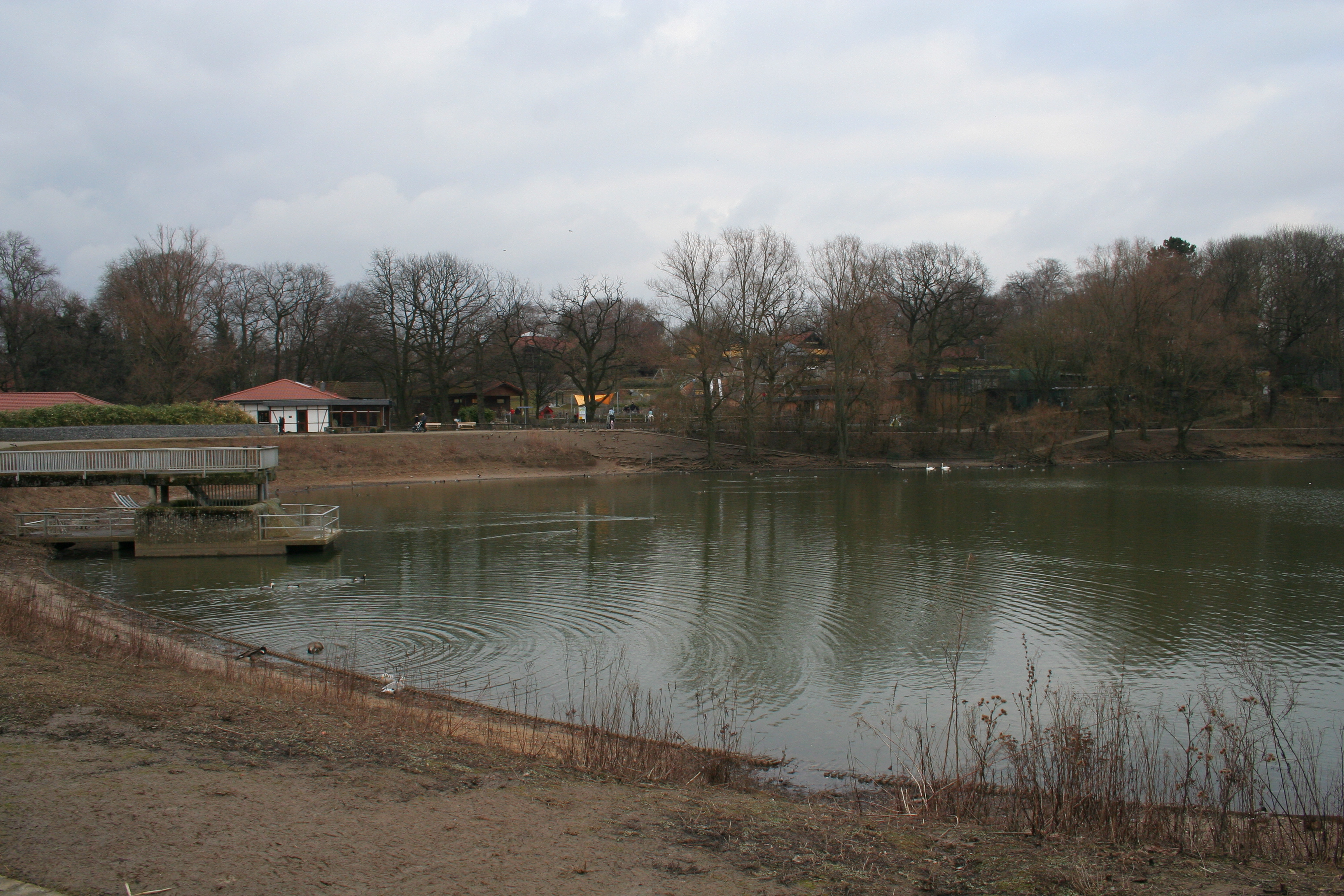
Vijver in Aachener Tierpark

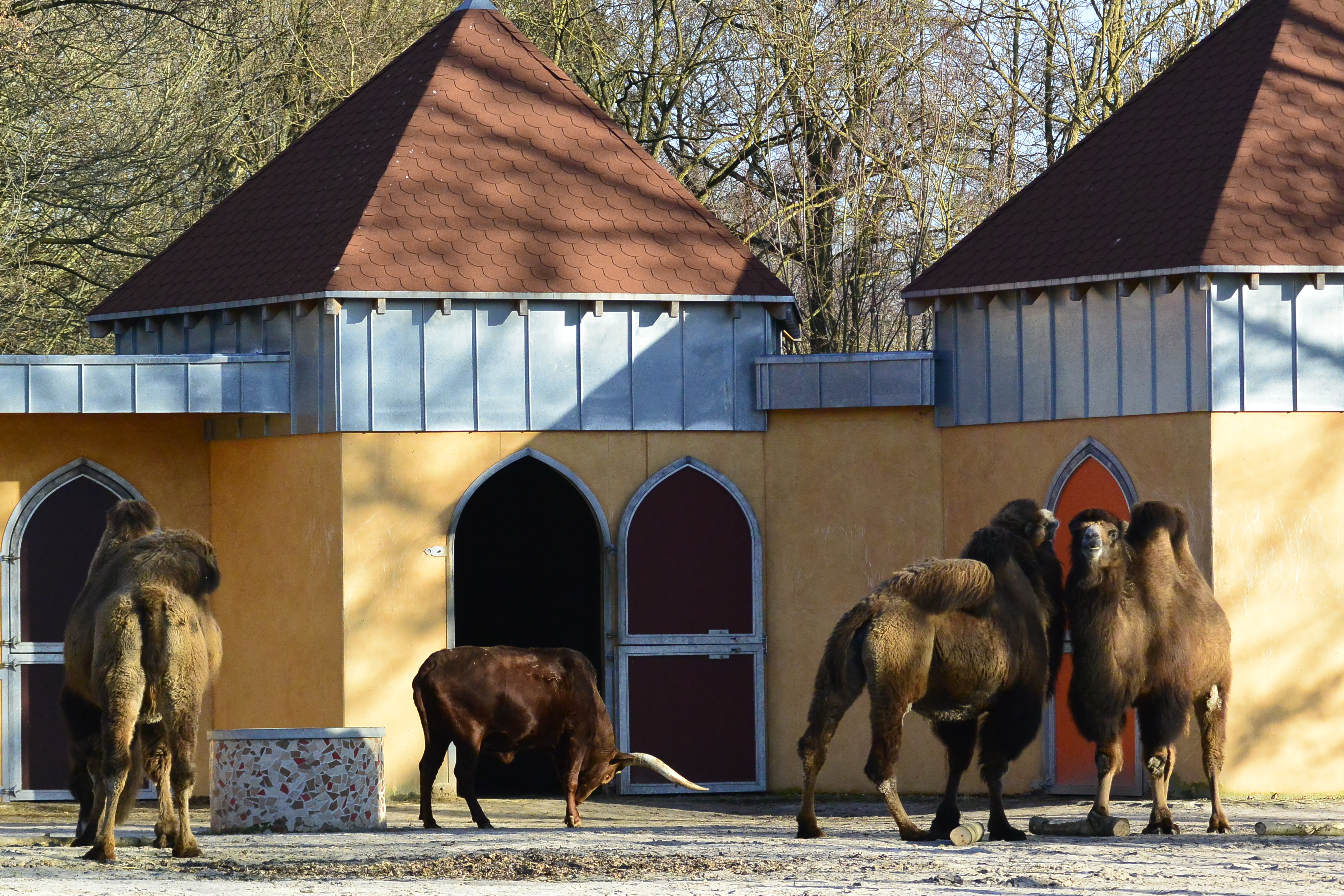
Karawanserei

Aachener Tierpark Euregiozoo is een dierentuin in de Duitse stad Aken. Het park is ontstaan in 1966, in het natuurreservaat Drimborner Wäldchen. In de daaropvolgende jaren is het park steeds verder ontwikkeld en gegroeid.
Een wandelroute van circa 3 kilometer gaat door het park langs meer dan 1700 dieren waarvan 250 rassen en soorten. Er is een grote diversiteit: Aziatische kamelen, antilopen, exotische vogels, struisvogels, Watussirunderen, zebra’s. Ook een groot aantal inheemse dieren leven er in het park. Het park bezit ook enkele roofdieren: jachtluipaarden, servals, wasberen, kleine panda's, Euraziatische lynxen, neusberen, enzovoorts.
In en om een groot watergebied met rondom meerdere vijvers voelen zich meer dan 70 soorten watervogels thuis, onder andere eenden, ganzen en zwanen, die ook gevoerd mogen worden. Het doel van het park is het samenbrengen van mens en dier. Dit gebeurt bijvoorbeeld op de kinderboerderij waar de dieren geknuffeld en gevoerd mogen worden. Schoolkinderen verzorgen onder leiding van twee leidsters de dieren op de boerderij.

## Dierencollectie

### Zoogdieren

#### Roofdieren
- Dwergotter
- Euraziatische lynx
- Jachtluipaard
- Kleine panda

- Manenwolf
- Rode neusbeer
- Serval
- Stokstaartje

- Wasbeer
- Wasbeerhond
- Zebramangoeste

#### Evenhoevigen
- Alpaca
- Blesbok
- Chinese muntjak
- Dwerggeit
- Elandantilope
- Hangbuikzwijn

- Kameel
- Lama
- Nubische geit
- ouessantschaap
- Penseelzwijn

- Schotse hooglander
- Somalisch schaap
- Vicuña
- Watusirund
- West-Afrikaanse dwerggeit

#### Onevenhoevigen
- Dwergezel
- Grantzebra

- Poitou-ezel
- Pony

- Shetlandpony

#### Primaten
- Berberaap
- Bruine kapucijnaap

- Boliviaans doodshoofdaapje
- Dwergzijdeaapje

- Gewoon penseelaapje
- Pinchéaapje

#### Knaagdieren
- Alpenmarmot
- Braziliaanse cavia
- Bruine rat

- Cavia
- degoe
- Mara (zoogdier)

- Oerzon
- Witstaartstekelvarken
- Zwartstaartprairiehond

#### Andere zoogdieren
- Bennettwallaby
- Konijn

### Reptielen
- Griekse landschildpad
- Moorse landschildpad
- Seychellenreuzenschildpad
- vierteenlandschildpad

### Vogels

#### Eendvogels
- Bahamapijlstaart
- Bergeend
- Brandgans
- Carolina-eend
- Dodaars
- Eider
- Grauwe gans
- Grote Canadese gans
- Grote zaagbek
- Indische gans

- kleine Canadese gans
- Knobbelzwaan
- Kolgans
- Krakeend
- Kuifeend
- Mandarijneend
- Middelste zaagbek
- nijlgans
- Pijlstaart
- Rietgans

- Roodhalsgans
- Slobeend
- Smient
- Tafeleend
- Wilde eend
- Wintertaling
- Witoogeend
- Zomertaling
- Zwarte zee-eend

#### Uilen
- bosuil
- Europese oehoe

- Laplanduil
- ransuil

- sneeuwuil
- steenuil

#### Struisvogelachtigen
- Emoe
- Helmkasuaris

- Nandoe
- Struisvogel

#### Papegaaiachtigen
- Berglori
- blauwvoorhoofdamazone
- fischers agapornis
- geelvoorhoofdamazone
- grasparkiet
- grijze roodstaartpapegaai

- grote alexanderparkiet
- lori van de blauwe bergen
- molukkenkaketoe
- monniksparkiet
- oranjevleugelamazone
- perzikkopagapornis

- pruimekopparkiet
- roze kaketoe
- valkparkiet
- witte kaketoe
- zwartmaskeragapornis

#### Hoendervogels
- blauwe pauw
- brahmahoen

- helmparelhoen
- kalkoen

- zijdehoen

#### Roeipotigen
- blauwe reiger
- heilige ibis
- heremietibis

- kleine zilverreiger
- rode ibis

- roze pelikaan
- zilverreiger

#### Steltlopers
- bontbekplevier
- kievit
- kluut

- oeverloper
- scholekster
- steltkluut

- tureluur
- wulp

#### Kraanvogelachtigen
- grijze kroonkraan
- jufferkraanvogel

- kraanvogel
- meerkoet

- oostelijke kroonkraanvogel
- waterhoen

#### Zangvogels
- balispreeuw
- driekleurige glansspreeuw
- goudvink

- groenling
- grote beo
- kanarie

- putter
- roodbekwever
- sijs

#### Andere vogels
- brilpinguïn
- diamantduif
- fuut

- gewone flamingo
- kookaburra

- ooievaar
- steenarend